# Сторни, Альфонсина
Альфонси́на Сто́рни (исп. Alfonsina Storni; 29 мая 1892[…], Каприаска, Тичино — 25 октября 1938[…], Мар-дель-Плата, Буэнос-Айрес) — латиноамериканская поэтесса и писательница, педагог, путешественница, театральная актриса, одна из наиболее значимых фигур латиноамериканского модернизма и феминизма.

## Биография
Сторни родилась в Сала-Каприаска (Швейцария) в семье аргентинского предпринимателя, производившего пиво, который некоторое время жил в Швейцарии. Благодаря этому Альфонсина выучила итальянский язык. Семейный бизнес в Европе не удался и Сторни перебрались в Аргентину, где в городке Росарио открыли таверну.
В 1907 году Альфонсина примкнула к странствующей театральной труппе, с которой путешествовала по всей стране. В театре она сыграла несколько ролей, в частности в спектаклях по пьесам Генрика Ибсена, Бенито Переса Гальдоса, Флоренсио Санчеса.
Вернувшись в Росарио, Альфонсина выучилась на учительницу начальных классов, а также сотрудничала с местными журналами Mundo Rosarino, Monos y Monadas и Mundo Argentino.
В 1911 году она переехала в Буэнос-Айрес, пытаясь затеряться в большом городе. В следующем году у неё родился сын Алехандро, незаконнорожденный ребёнок от связи Альфонсины с журналистом из Коронды.

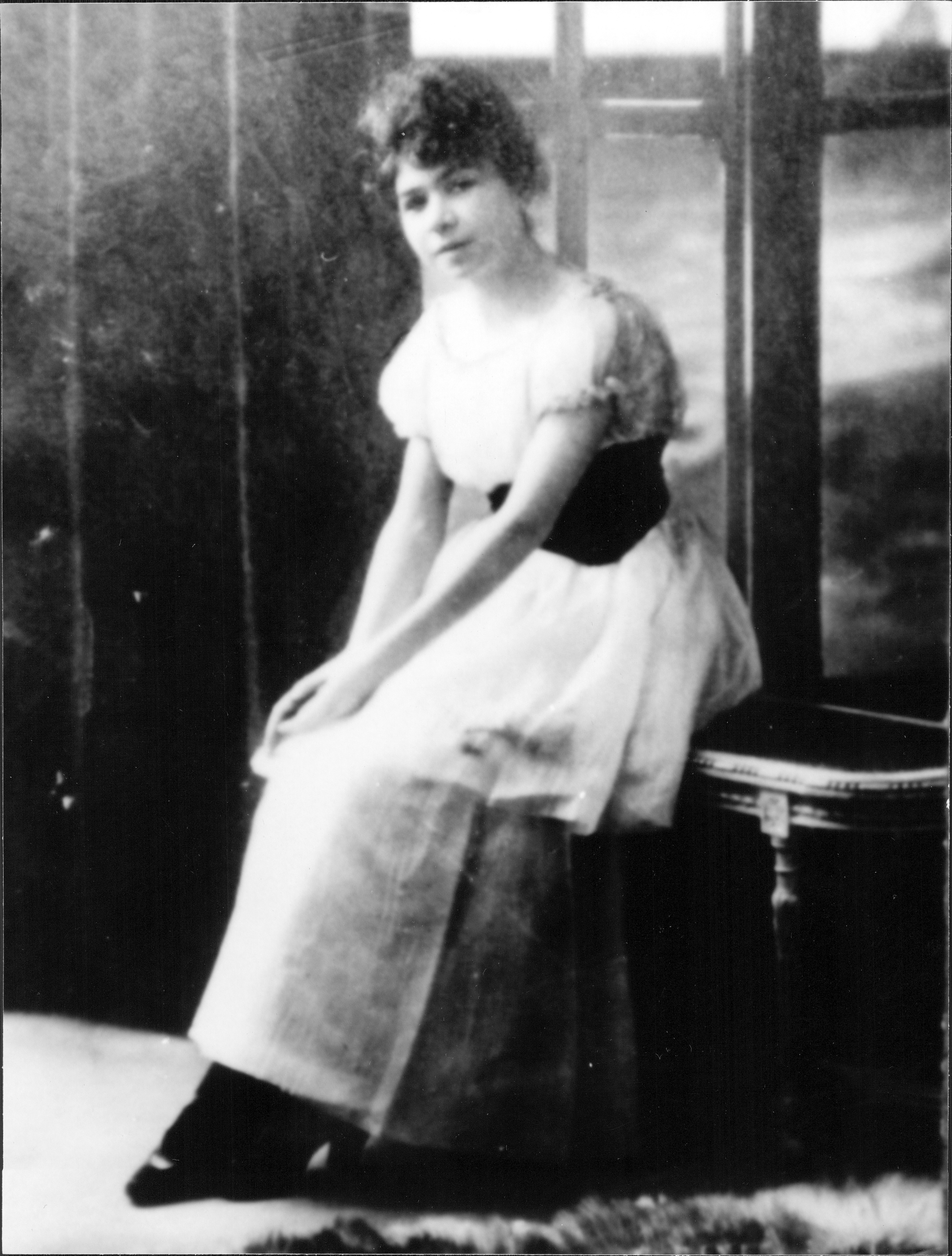
А. Сторни в 1916

Несмотря на финансовые затруднения, опубликовала в 1916 году книгу «La inquietud del rosal» («Беспокойство розового куста»), а позднее начала сотрудничество с журналом Caras y Caretas, работая при этом кассиром в магазине.
Через некоторое время Сторни познакомилась с такими писателями, как Хосе Энрике Родо (исп. José Enrique Rodó) и Амадо Нерво (исп. Amado Nervo).
Поправив своё финансовое положение, Альфонсина Сторни совершила поездку в Монтевидео (Уругвай). Там она познакомилась с поэтессой Хуаной де Ибарбуру и поэтом Орасио Кирогой, с которыми она подружилась на долгие годы. В 1920 году вышла её книга стихов «Languidez»(«Истома»), которая принесла ей Муниципальную поэтическую премию (Municipal Poetry Prize) и Национальную литературную премию (National Literature Prize).
Альфонсина Сторни преподавала литературу в школе Escuela Normal de Lenguas Vivas, а также продолжала поэтические опыты. Её поэзия приобрела феминистскую направленность. Неустроенность и одиночество стали сказываться на здоровье поэтессы. Возникшие проблемы эмоционального толка заставили её оставить преподавательскую деятельность.
Сторни путешествовала по Европе, что также повлияло на её поэтический стиль, придав поэзии лиризм и драматизм. Поэзия этого позднего периода её творчества исполнена эротизмом, несвойственным для литературы этого времени, а также новыми феминистскими идеями — сборники «Mundo de siete pozos» (1934) и «Mascarilla y trébol» (1938).

### Самоубийство
В 1937 году друг Альфонсины Сторни поэт Орасио Кирога покончил с собой. Это событие, а также обнаруженный у поэтессы рак груди, подвигли её на написание своего последнего стихотворения «Voy a dormir» («Пойду я спать»), отправленного ею в октябре 1938 года в редакцию газеты La Nación. Около часа ночи во вторник, 25 октября, Альфонсина Сторни покинула свою комнату и направилась в сторону бухты La Perla в Мар-дель-Плата. Тем же утром двое рабочих обнаружили тело поэтессы на берегу. Вопреки утверждениям биографов Сторни, что она бросилась в море с утёса, до сих пор бытует легенда, что Альфонсина медленно входила в море, пока не утонула. 
На месте гибели поэтессы в 1942 году был установлен памятник работы скульптора Луиса Перлотти (исп. Luis Perlotti), на котором выгравировано стихотворение «Dolor» (Боль,1925).
Еще один монумент установлен в прибрежном городе Санта-Тересита, провинция Буэнос-Айрес.

## Наследие
Смерть Альфонсины Сторни вдохновила Ариэля Рамиреса и Феликса Луна на написание песни «Альфонсина и море» (исп. Alfonsina y el Mar), которую исполняли многие певцы, в том числе:
- Мерседес Соса,
- Тания Либертад (Tania Libertad),
- Андрес Каламаро (Andrés Calamaro),
- Нана Мускури,
- Mocedades и многие другие.

Несмотря на то, что после смерти писательницы прошло более пятидесяти лет, латиноамериканский художник Aquino нередко включает её образ в свои произведения.
Однажды в своих стихах Сторни назвала мужчин el enemigo, «враги». Многие произведения Сторни фокусируются на унижении мужчинами женщин. Иногда это приобретало форму персональных обвинений в адрес всех мужчин вообще, их лицемерия в отношении женского целомудрия.
Кельтская музыкальная группа Bad Haggis в соавторстве с панамским композитором Рубеном Блейдсом записала песню под названием «Храм воды», посвящённую самоубийству Альфонсины Сторни.

## Произведения
- 1916 La inquietud del rosal
- 1918 El dulce daño
- 1919 Irremediablemente
- 1920 Languidez
- 1925 Ocre
- 1926 Poemas de amor («Любовная лирика»)
- 1927 El amo del mundo: comedia en tres actos — пьеса
- 1932 Dos farsas pirotécnicas — пьеса
- 1934 Mundo de siete pozos («Мир семи колодцев»)
- 1938 Mascarilla y trébol («Маска и трилистник»)

### Посмертные издания
- 1938 Antología poética («Антология поэзии»)
- 1968 Poesías completas («Полное собрание поэтических сочинений»)
- 1998 Nosotras y la piel: selección de ensayos («Мы, женщины, и кожа: избранные эссе»)